# Уметничка збирка Драгиње и Воје Терзића
Уметничка збирка Драгиње и Воје Терзића је покретно добро и национални споменик Босне и Херцеговине. Збирку чине више од 1000 предмета, махом југословенских аутора.
Већи део уметничке збирке Драгиње и Воје Терзића смештена је у галеријском простору у оквиру породичног стана у улици Милана Тепића бр. 15 у Бања Луци.

## Брачни пар Терзић
Драгиња Милановић рођена је 29. августа 1918. године у Сарајеву у периоду када је Босна и Херцеговина била у последњим месецима под аустроугарском влашћу. Ту је завршила гимназију а потом упознала Воју Терзића. Обоје су потицали из сарајевских занатлијских породица. Пар се венчао 1939. године и све до преласка у Бања Луку године 1950. живели су у Сарајеву.
Њихова немогућност да имају потомке ублажила је страст ка сакупљају уметнина. Убрзо после завршетка Другог светског рата упознали су Косту Страјића, сликара и ликовног критичара који је имао велика познанства у уметничком крему Југославије. Пасионирани сликар сакупљао је младе и неафирмисане уметнике на многобројним дружењима које је организовао у свом стану у Дубровнику. Захваљујући познанству са Костом, Терзићи су имали прилике да упознају многобројне југословенске уметнике и колекционаре.
Дугогодишње сакупљање уметнина прославило је Драгињу и Воју и заинтересовало друштво за њихов рад. Град Бања Лука је 1977. године понудио је Терзићима доживотно издржавање и два стана у замену за део њихове колекције. Град је добио 238 уметнина, а у новом дому Терзићи су одвојили део за галеријски простор не би ли изложили своју колекцију. Такође, Воји и Драгињи припала је и месечна апанажа за одржавање галерије. Неколико година касније, Војо умире 23. маја у Дубровнику, а Драгиња наставља да живи у стану све до марта 2003. године, када и она умире. С обзиром да нису имали децу а самим тим, чланови даље породице уселили су се у стан али су судским поступком исељени а колекција је остала запечаћена до решавања питања наследства. Исте године, стан је проваљен а полиција је утврдила недостатак 44 предмета уметничке колекције.

## Опис колекције
Драгиња и Војо сакупили су 1030 предмета, углавном југословенских уметника. Процењује се да је реч од око 150 аутора чије дела потичу с краја 19. века па све до новијег датума. Обоје су потицали из радничких породица, а и сами су имали скромне приходе. Захваљујући пријатељствима и познанствима, многи аутори поклањали су им своја дела или пак продавали по знатно нижим ценама.
Већи део збирке породице Терзић подељена је у три целине: дубровачка, југословенска и босанско-херцеговачка целина. Дубровачка збирка била је под великим утицајем Стајића и веома је личила на његову збирку. Колико је ценила Стајићеву колекцију говори и податак да је након његове смрти породица Терзић откупила део уметнина. Неки од најпознатијих примера дубровачке колекције су „Мртва природа“ Иване Етореа, „Поглед с Граца“ Габора Рајчевића, „Атеље у Паризу“ Влахе Буковца, „Црвени брод“ Ђуре Пулитике и други. Овде се налазе и портрети Драгиње којег је насликао Ива Дулчић и портрет Косте Страјића чији је аутор Бранко Ковачевић. Босанско-херцеговачки опус чини чине дела четрдесет аутора. Запажене су „Играчке“ Романа Петровића, „Алеја чемперса“ Војислава Хаџидајановића, „Портрет младића“ Исмета Мујезиновића и „Портрет војводе Петра Креца“ Јована Бијелића. У овој колекцији налазе се и скулптуре Сетава Кијца. Југословенска целина обухвата многобројна дела модерне уметности стваралаца са простора СФРЈ. Међу колекцијом налазе се вредни дела као што су „Мртва природа“ Саве Шумановића, „Портрет племића“ Изидора Крашњавог, „Сомборска жупанија“ Милана Коњовића и друга.
Поред слика у разним техникама, збирку чине и колекције икона, цртежа, скица, дрвореза у боји, бакрописа, линореза сериграфија и скулптура.

## Заштита покретног добра
Комисија за очување националних споменика Босне и Херцеговине прогласила је октобра 2003. године, колекционарску збирку породице Терзић за национални споменик.
Део збирке које су Драгиња и Војо поклонили граду налази се у депоу Музеја савремене уметности Републике Српске у Бања Луци. Године 2012. музеј је организовао велику изложбу ових дела под називом „Шта се догодило са Галеријом Драгиње и Воје Терзић?“